# Battaglia di Bir Hacheim
La battaglia di Bir Hacheim (Libia, 27 maggio - 11 giugno 1942) costituisce un episodio della più ampia battaglia di Ain el Gazala, durante la quale il generale tedesco Erwin Rommel – al comando della Panzerarmee Afrika – riuscì ad espugnare la fortezza di Tobruk, in mano delle forze britanniche, ottenendone la resa il 21 giugno 1942.
Questo risultato permise a Rommel – promosso intanto Generalfeldmarschall - a chiedere e ottenere da Hitler (che convinse anche Mussolini) l'autorizzazione ad ulteriormente avanzare verso l'Egitto.
La 1ª Brigata delle Forze della Francia Libera (generale di brigata Marie-Pierre Kœnig) dopo aver efficacemente fortificato questa posizione, la difese coraggiosamente, ostacolando con grande perizia e decisione le operazioni delle preponderanti forze italo-tedesche nel settore. Tale resistenza ebbe grande risonanza internazionale e fece conoscere al mondo intero la professionalità e il valore dei soldati della Francia Libera.
Bir Hacheim in arabo significa "Pozzo del saggio" o anche "Pozzo del Capo" (per quanto riguarda l'ortografia, Koenig in premessa delle sue memorie, preferisce "Bir Hakeim" piuttosto che "Bir Hakim") e indica il luogo di un’antica oasi che rappresentava l’estremo sud della linea di difesa britannica che – partendo dalla costa tra Gazala e Tobruk - si snodava per circa 70 km verso il deserto libico.

## Ordine di battaglia

### Italo tedeschi
Assalto puntuale della mattina del 27 maggio 1942, condotto da:
- IX Battaglione del 132º Reggimento carri M 13/40 e 14/41 della 132ª Divisione corazzata "Ariete", composta da tre compagnie (tot 46 carri) più la 1ª compagnia del X Battaglione (16 carri). Comanda il raggruppamento il tenente colonnello Pasquale Prestisimone (plotone comando: due carri e un Semovente M41)[7].

Assedio del caposaldo di Bir Hacheim dal 2 giugno al 10 giugno 1942, vi partecipano:
- 101ª Divisione motorizzata "Trieste" (Gen. di Div. Arnaldo Azzi).
- Raggruppamento Artiglieria del 21º e 24º Reggimento Artiglieria del Corpo d'Armata, al seguito della «Trieste»[8].
- 90. Leichtedivision ("divisione leggera") di fanteria motorizzata (Maggior generale Ulrich Kleemann).
- Gruppo di combattimento della 15. Panzerdivision (Tenente generale Gustav von Vaerst)[9].
- Reparti esploranti 3º e 580º e Gruppo d’assalto, tedeschi, agli ordini del colonnello Ernst-Günther Baade (Comandante del 115º Reggimento Granatieri)[10][11].

### Francesi

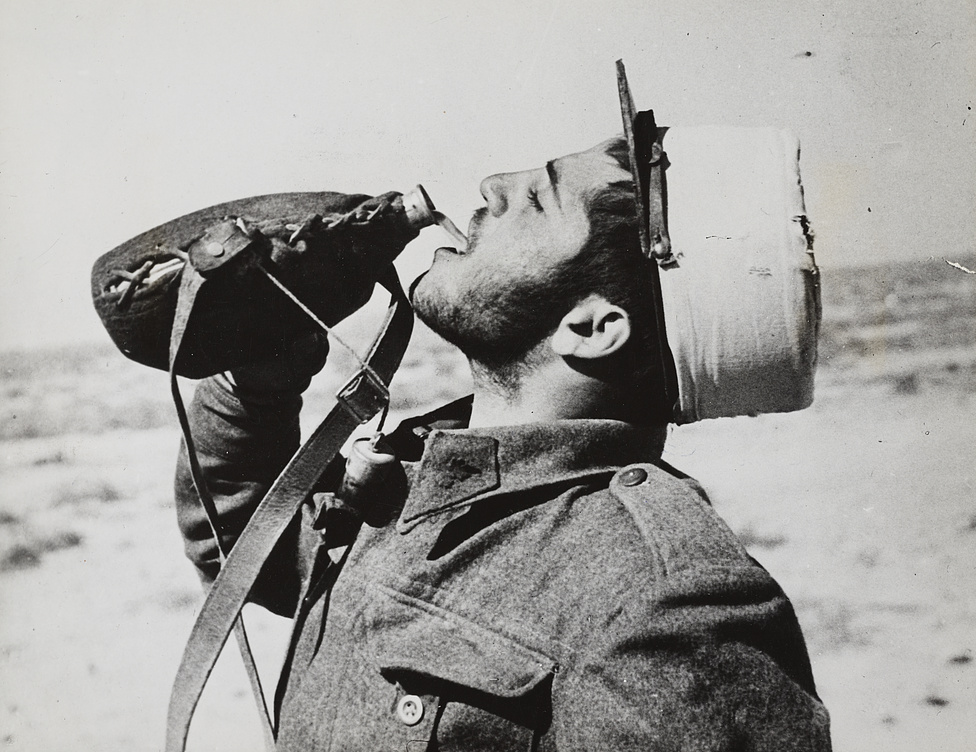
Un legionario francese della brigata della Francia Libera beve nel deserto, nel marzo 1943

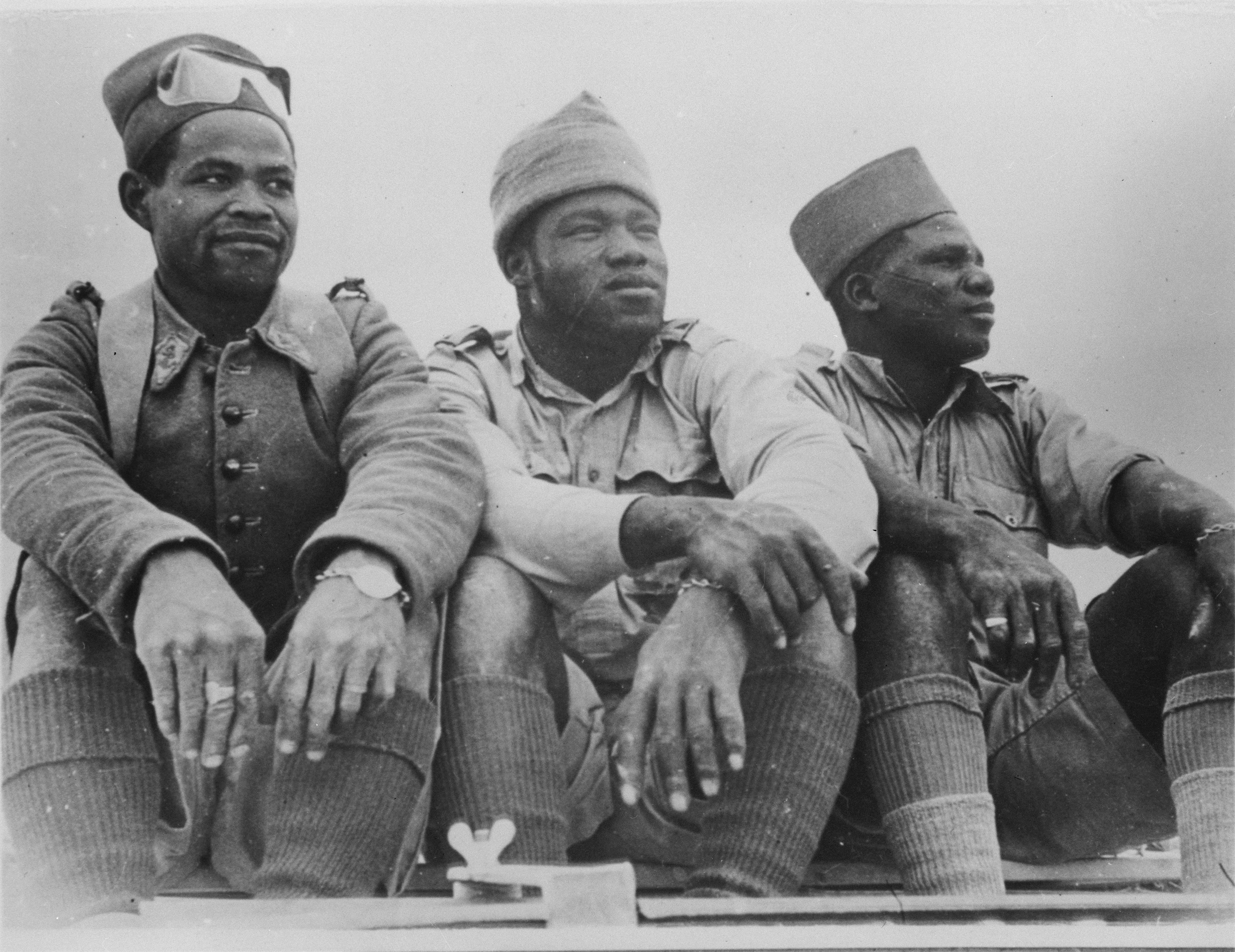
Tre militari coloniali francesi che si distinsero durante i combattimenti, rispettivamente provenienti da Senegal, Africa Equatoriale e Madagascar

Alla data del 26 maggio la 1ª Brigata delle Forze della Francia Libera - a presidio di Bir Hacheim - comprendeva 3826 uomini (ufficiali, sottufficiali, truppa) di cui 103 inglesi (batteria contraerea e compagnia di collegamento), col seguente Ordine di Battaglia:

Generale di Brigata Marie-Pierre Kœnig
Capo di Stato Maggiore: Comandante Robert Masson
- 13e Demi-brigade de Légion étrangère DBLE (Tenente colonnello Dimitri Amilakhvari)
  - 2 battaglione della Legione straniera BL 2 (Comandante René Babonneau)
  - 3 battaglione della Legione straniera BL 3 (Comandante Puchois)
- 2ª semi-brigata coloniale (Tenente colonnello Robert De Roux)
  - 2º battaglione di Marche de l'Oubangui-Chari BM 2 (Comandante Henri Amiel)
  - 1º battaglione del Pacifico BP 1 (Tenente colonnello Félix Broche)
  - 1º battaglione di Fanteria di Marina Coloniale (Comandante Jacques Savey)
  - 22ª compagnia Nord-Africana (Capitano Pierre Lequesne)
- 1º battaglione di Fucilieri di Marina DCA (Capitano di Corvetta Hubert Amyot d'Inville)
- 1º reggimento d'Artiglieria I R.A. (Comandante Jean-Claude Laurent-Champrosay)
- 2ª compagnia pezzi anticarro (Capitano Jaquin)
- Compagnia del Genio Pionieri CSM1 (Capitano André Gravier[14] e il tenente Jean Desmaisons
- Gruppo Trasmissioni (Capitano Jacques Rénard)
- Gr. Sanitario Divisionale (Tenente colonnello dr. Jean Vialard-Goudou)[15]

- Distaccamento DCA e di collegamento inglesi (Capitano Tomkins, ufficiale di collegamento)

Armi e mezzi:
- Artiglieria campale
  - 16 x 75 mm Mod 1897/40
- Mezzi blindati

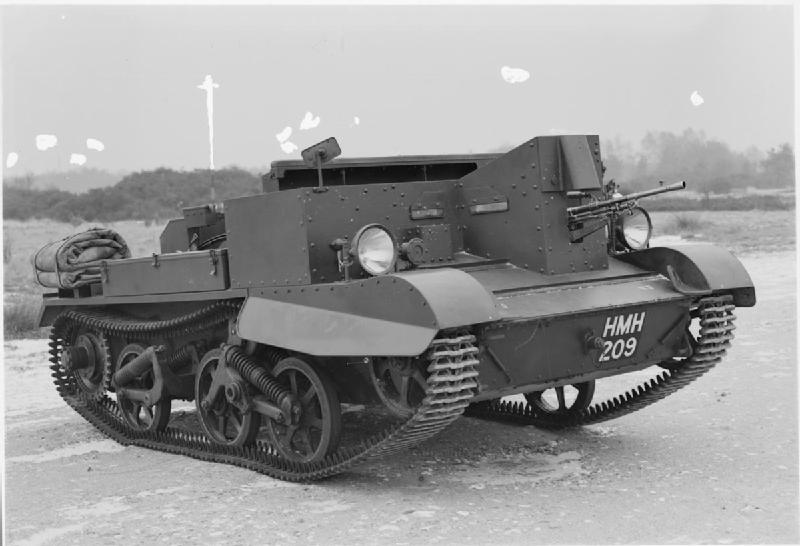
"Bren Carrier" del tipo in forza alle FFL

  - 63 x veicoli cingolati blindati leggeri "Bren Carrier"[16]
- Automezzi pesanti
  - 120 camion Chevrolet due ponti[17]
  - 40 trattori di artiglieria
- Armi anticarro[18]
  - 26 x 75 mm Mod 1897/40
  - 16 x 25 mm Hotchkiss

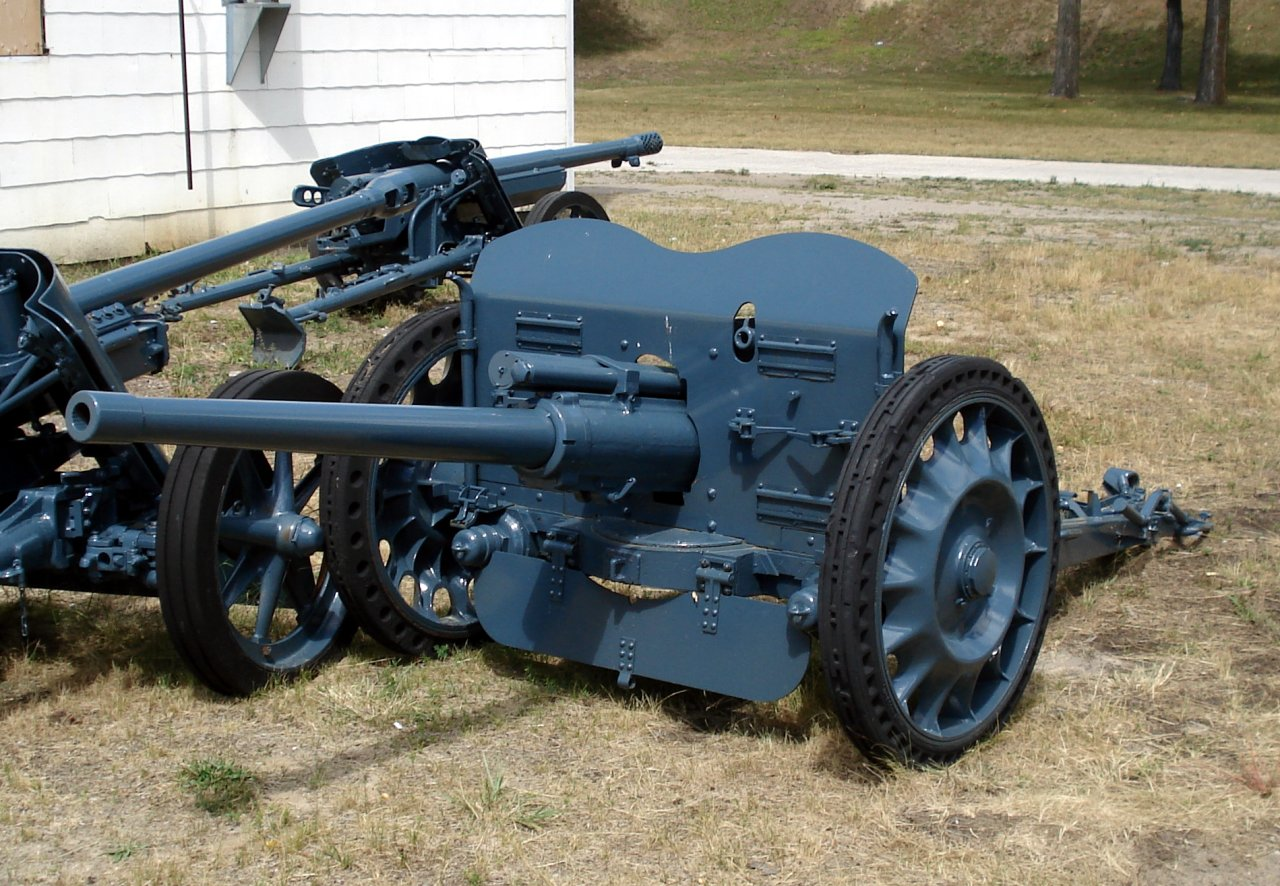
Cannone anticarro 47 mm francese

- 12 x 47 mm mod 1937 francese ("47 SA 37")
  - 6 x 47/32 (italiani)[19]
- Armi contraerei
  - 18 x Bofors 40 mm[20]
  - 12 x 25 mm DCA
  - 4 x mitragliere pesanti binate Breda da 13,2 mm[19]
- Armi di reparto
  - 40 x mortai da 81
  - 40 x mitragliatrici Hotchkiss
  - 300 x fucili mitragliatori MAC 24/29

## La posizione giuridica dei militari della 1reBrigade française libre

La bandiera della Francia Libera con la Croce di Lorena

A seguito delle clausole dell'armistizio del giugno 1940 (cf: Convention d'armistice) i francesi che prendessero le armi contro il III Reich, dovevano essere considerati "franchi tiratori", passibili quindi di pena di morte.
La risonanza internazionale di questa battaglia delle "Forze Francesi Libere", portò Radio Berlino ad annunciare che i combattenti di Bir Hacheim - in quanto francesi al servizio della Gran Bretagna - non avrebbero potuto essere trattati secondo le regole della Convenzione di Ginevra sui prigionieri di guerra. Immediatamente De Gaulle tramite Radio Londra, annunciò che, in questo caso, le FFL si sarebbero comportate allo stesso modo per i loro prigionieri. Radio Berlino annunciò a questo punto che le FFL sarebbero state considerate come forze regolari.
Faceva parte delle forze FFL la 13e Demi-brigade de Légion étrangère, composta di elementi di varie nazionalità, compresi alcuni antifascisti italiani, e anche probabilmente qualcuno di origine ebraica. Anche dopo tali dichiarazioni, Koenig quindi temeva per la sorte dei suoi soldati se fatti prigionieri. Finita la battaglia, il 12 giugno i sopravvissuti - circa 400 tra feriti o perduti nel deserto - furono raccolti dalle forze italo-tedesche e radunati in Bir Hacheim dove Rommel in persona disse poche parole agli ufficiali prigionieri, scusandosi per la mancanza di acqua disponibile. I prigionieri furono quindi trasportati in camion verso la costa - i feriti furono curati e l'acqua distribuita quasi a volontà- e successivamente avviati verso l'Italia (campo di Tuturano, Brindisi) o verso la Grecia.

## Il caposaldo

### L’arrivo a Bir Hacheim
Dopo alcune settimane passate nella zona di Alam Hamsa, la 1ª Brigata della France Libre, giunge a Bir Hacheim il 15 febbraio 1942 per rilevare la 150 brigata britannica che, a sua volta, va a sistemarsi in difesa del caposaldo di Gott el Ualeb, situato a circa 20 Km verso nord.
All’incrocio di carovaniere, il luogo di Bir Hacheim è segnalato da due modeste protuberanze del terreno, soprannominate « Les Mamelles » (Quota 186) a nord, e per alcune rovine di un fortino senusso a sud. Partendo da una linea tracciata tra questi due punti, il terreno scende leggermente in direzione nord-ovest. I due punti suddetti costituiscono i vertici di un triangolo (di diagonale di circa 3 km) grosso modo equilatero con la terza punta volta verso l'est.

### Il completamento delle difese
Nel caposaldo già organizzato a difesa per tre battaglioni, Koenig piazza i suoi: il Bataillon de Marche de l’Obangui (BM 2) a nord, il battaglione du Pacifique (BP 1) a sud, il 2º battaglione della Legione Straniera (BLE 2) a est, il 3º battaglione della Legione Straniera (BLE 3) al centro a difesa del Posto di Comando e in riserva. Il 1º reggimento d’artiglieria (quattro batterie) è disposto circolarmente assieme alla contraerea.
Una fitta striscia di mine, grosso modo circolare - e guarnita di ulteriori lingue minate a maggior protezione dei tre centri di resistenza - circonda tutto il caposaldo su un perimetro di circa di 17 chilometri.
Koenig subito dispone lavori di scavo per le trincee individuali, le postazioni di anticarro, antiaeree, e per la protezione interrata degli automezzi. L’esperienza di Koenig nella fanteria durante la 1ª guerra mondiale si rivelerà preziosa per la protezione di uomini, armi, materiali, mezzi e permetterà al caposaldo di resistere efficacemente e a lungo di fronte a forze nemiche soverchianti. La natura del suolo, una piattaforma rocciosa, si rivelerà una protezione eccellente, ma sottopone gli uomini ad un ingrato lavoro che durerà ininterrotto per tre mesi. I legionari e gli artiglieri si adattano di buon grado, molto meno i fanti di marina e i soldati del Pacifico, provocando la collera di Koenig
.
Racconta il comandante Pierre Ihélé (1º battaglione Fusiliers de Marine):

### Le «paludi» di mine
Oltre al classico campo minato intorno al caposaldo, il capitano, e ingegnere André Gravier, con i suoi genieri si mette a disposizione del corpo d'armata britannico per stabilire due estesi campi di mine a forma di « V » con il vertice a Bir Hacheim e i due rami che coprono i circa 20 km che lo separano dal caposaldo della 150ª Brigata britannica: a Gott el Ualeb verso nord e a Bir El Harmat verso nord-est. Un'ulteriore striscia di mine unisce i due vertici nord lungo il Trigh el-Abd. Il tutto forma quindi un triangolo di poco più di 45 km lineari. Questi campi, meno densamente minati, vengono soprannominati marais (paludi, in lingua francese) di mine

### Missione delle FFL e «Jock Colonnes»
La missione che il XXX Corpo d'Armata britannico del generale Charles Norrie, affida alla FFL, è di presidiare lo spazio all’interno della zona minata a « V » in modo da interdire l’accesso al nemico verso est in direzione di El Adem. Allo scopo, pattuglie motorizzate esploranti (le cd «Jock Colonnes») - costituite da «bren carriers», fanteria motorizzata, cannoni anticarro e anti aerei autoportati - iniziano subito continue azioni di pattugliamento a medio raggio intorno a Bir Hakeim e di sorveglianza all’interno della « V » per assicurarne la difesa. Queste unità mobili disturbano alquanto il nemico motorizzato ma poco possono fare contro mezzi blindati, per cui Koenig chiedera’ agli inglesi artiglieria pesante e un raggruppamento di carri per meglio adempiere alla missione, ma senza poterli ottenere.

### Schieramento alla vigilia della battaglia
Agli inizi di maggio quindi le opere di protezione del caposaldo sono compiute, col grosso delle forze ben trincerato a difesa. Una parte del contingente opera inoltre all’esterno del caposaldo in direzioni e con compiti diversi:
- Una «Jock Colonne» rinforzata: il Gruppo « Amiel» che opera verso ovest, come punta avanzata agli ordini della 7ª Div Blindata inglese (nome in codice "Tomcol") composto da una compagnia del BM nr.2, quattro 75 anticarro autoportati, due batterie d’artiglieria da 75 mm mototrainate, una sezione antiaerea di tre Bofors[38]
- Il raggruppamento mobile che pattuglia all’interno della « V » meno fittamente minata. Ulteriormente potenziato il 20 maggio, è affidato ai legionari del 3°º battaglione L.E. agli ordini del capitano Lamaze, comprende: 15 bren-carriers, 3 anticarro da 75 e 2 cannoni da 25 su camion, oltre a una sezione del genio guastatori per la cura dei campi minati; raggio d'azione circa 15 km verso nord[39]

I due reparti mobili sono in collegamento radio con il quartier generale di Bir Hacheim, dove opera un nucleo inglese di trasmissioni per il coordinamento con il XXX Corpo d'Armata.
Alla vigilia degli scontri Koenig è fiducioso: ha ispezionato i due gruppi mobili, pensa che sia impossibile dare l'assalto al caposaldo senza che i nemico operi prima sminamenti notturni, a nord è protetto dalle estese paludi di mine, a est è impensabile che il nemico si insinui tra la sua piazzaforte e le forze blindate britanniche.

## Antefatto
Nei primi mesi del 1942 in Africa Settentrionale, gli inglesi - già sorpresi due volte da Rommel – esitavano a riprendere l’offensiva e, nell’attesa, si erano fortificati tra Ain el-Gazala a Bir Hacheim, stabilendo capisaldi protetti da campi minati.
Le forze dell’Asse invece avevano potuto rifornirsi grazie all’efficace blocco del transito britannico nel Mediterraneo, dovuto alla supremazia aerea e navale italo-tedesca che aveva permesso di paralizzare l’isola di Malta.
Rommel quindi voleva agire rapidamente: fin dal 15 aprile 1942 aveva reso noto al generale Enea Navarini (con il quale intratteneva ottimi rapporti) il suo piano. Si trattava di indurre il nemico a credere che l’attacco principale avvenisse verso Ain el-Gazala ma nel contempo di far effettuare ai mezzi blindati italo-tedeschi un ampio movimento aggirante verso sud per prendere sul tergo le posizioni britanniche.
Inizialmente il piano (nome: operazione Theseus) prevedeva che il XX Corpo (101ª Div. motorizzata Trieste e Divisione Corazzata Ariete) effettuasse la manovra aggirante passando subito a nord di Bir Hakeim. Il Deutsche Afrikakorps (21ª, 15ª Divisione Panzer, nonché la 90ª Divisione Leggera) sarebbe invece passato attraverso il deserto aggirando il caposaldo da sud, per proseguire poi verso nord e prendere di spalle le forze blindate nemiche verso El Adem, Sidi Rezeigh e Knightsbridge a circa 40 km a nord-est di Bir Hacheim. Fine ultimo essendo, per tutta la massa aggirante, di ristabilire il contatto a nord con il X e XXI Corpo da est per affrontare poi assieme la piazzaforte di Tobruk.
Rommel peraltro prevedeva la possibilità - nell'imminenza del movimento avvolgente - di spingere ulteriormente a sud tutto il dispositivo, diramando la parola in codice ("Unternehmen"): "Venezia". Secondo la "Variante Venezia", anche il XX corpo (cioè Ariete e Trieste) sarebbe passato, non più a nord di Bir Hacheim, ma subito a sud, lasciando quindi Bir Hacheim alla sua sinistra e mantenendo il D.A.K. alla sua destra.
Rommel ordino’ la variante quando si rese conto che l’esistenza di campi minati, individuati tardivamente e/o il permanere di forze significative britanniche a sud, non ingannate dall’attacco dimostrativo frontale, gli avrebbero fatto perdere la sorpresa e comunque rallentato l’aggiramento.
Per quanto riguarda lo schieramento e consistenza delle forze della France Libre, il Comando dell'Asse aveva informazioni molto scarse sulla posizione di Bir Hacheim: si sapeva solamente che la 1ª Brigata della France Libre vi era attestata e che esistevano nei dintorni campi minati di estensione e ubicazione sconosciuta. Tale incertezza si può riscontrare nell'«Ordine d’Armata per l’Attacco» dd 20 maggio, il cui testo riportava: « il nemico che si trovasse nella zona di Bir Hacheim deve essere attaccato e battuto».
Rommel stesso nei suoi diari ricorda che alle ore 22 del giorno 26, «sia la DAK che tutto il XX corpo, inclusi reparti esploranti al completo, dovevano iniziare la marcia per il vasto attacco intorno a Bir Hacheim» e «procedere oltre Acroma fino alla costa» per annientare l'avversario».Rommel, pp. 129-130.

## Il primo investimento

### L'avanzata della «Panzerarmee Afrika»

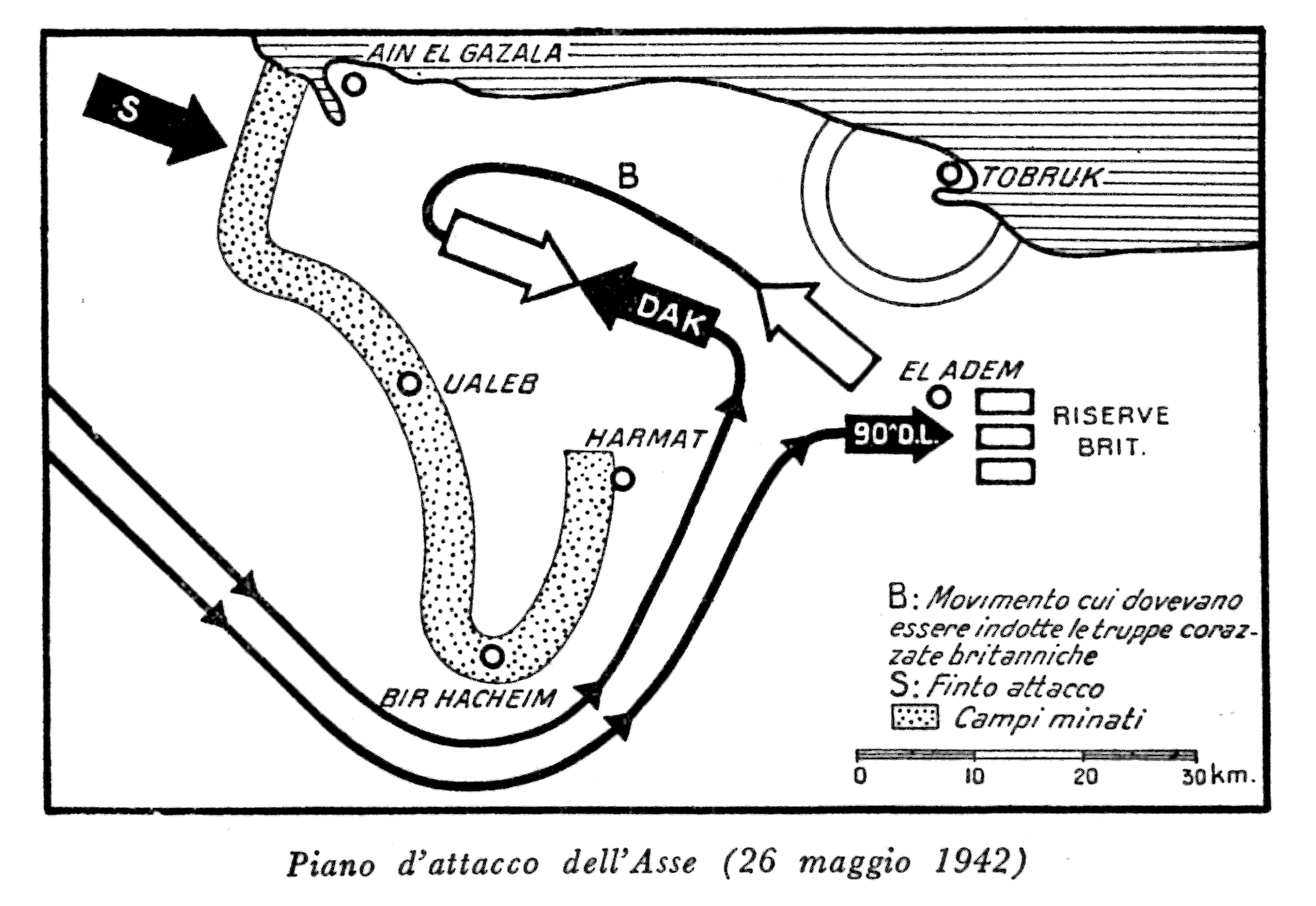
L'avanzata secondo i piani di Rommel

La sera del 26 maggio la Panzerarmee Afrika raggruppatasi nella zona di Rotonda Segnali, muove verso sud-est per aggirare l'estremità meridionale della linea Gazala - Bir Hakeim. Si tratta di circa 10000 veicoli - blindati e non – che prendono contemporaneamente l’avvio, così viene descritta la scena da chi vi ha partecipato:
La divisione motorizzata Trieste aveva peraltro dovuto cedere il passo alla 90ª Leggera tedesca e poi – senza eseguire la variante «Venezia» (l’ordine di applicare la variante, diramato, a detta di Rommel, da lui personalmente solo alle 20:30 del 26 maggio) aveva proseguito secondo il piano iniziale assumendo subito rotta verso est. Si venne così a trovare nella zona di Sidi Muftah, davanti alla « V » della «palude» di mine -già citata - che proteggeva il fronte della 150ª Divisione motorizzata britannica.

### Lo scontro di Rugbet el Atasc (Quota 171)
Alle 6:30 del mattino del 27 maggio pattuglie esploranti del III Gruppo Nizza Cavalleria avvistano le postazioni di quella che si saprà poi essere la 3ª IMB (Indian Motor Brigade: Brigata Indiana Motorizzata) attestata a « quota 171 » a circa 6 km a sud-est di Bir Hacheim. E – prese sotto il tiro nemico - ripiegano.
La 3ª IMB era giunta sul posto solo il 24 sera e aveva avuto giusto il tempo di attestarsi in «quadrato». Era loro mancato il tempo per disporre campi minati, ma gli indiani - avvisati fin dalla sera prima da pattuglie esploranti che importanti forze motorizzate avanzavano da ovest - avevano passato la notte a scavarsi le buche.
A sua volta, anche il comando della 3ª IMB (generale di Brigata A.A.E. Filose) segnala che «l'intero Afrikakorps sta passando loro davanti come in una parata » ma è l’Ariete e alcuni carri del 21 Panzer che gli stanno venendo addosso; e alle 6:40 ordina di aprire il fuoco. Ma la 21ª Panzer lascia che sia l'Ariete a cavarsela da sola, e tira dritto verso nord secondo gli ordini di Rommel.

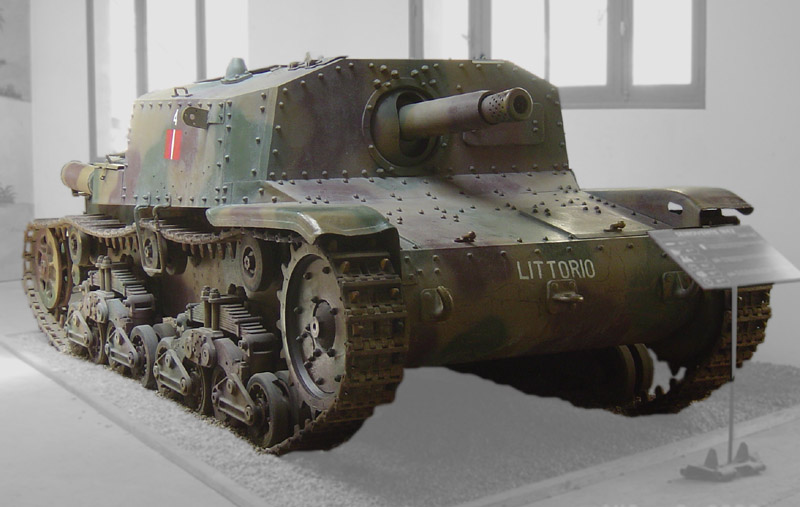
Semovente da 75/18 M41, Musée des Blindés di Saumur (Francia)

È il 132º Reggimento carri dell'Ariete che si dispone per l'assalto alla Brigata Indiana, in linea di fronte su due colonne: a sinistra il IX battaglione e a destra l'VIII battaglione, rinforzati dai semoventi; segue il X battaglione e poi i mezzi dell'8º battaglione bersaglieri.
In meno di un'ora i carri travolgono completamente le posizioni nemiche, neutralizzando i centri di fuoco e costringendo la Brigata Indiana alla resa. Ma la resistenza è stata coraggiosa, specie del 2nd Indian Field Regiment la cui artiglieria ha causato vittime e danni soprattutto all'VIII Battaglione carri, finché non è stata distrutta dai semoventi da 75/18.
A fine battaglia il 132º Reggimento Ariete ha perduto 15 carri (più alcuni danneggiati ma, rimorchiati e/o riparabili), 30 morti e 40 feriti. Dal canto suo il IX battaglione carri (comandato dal tenente colonnello Prestisimone) si è imbattuto in una reazione meno efficace e ha potuto così travolgere gli altri tre lati del «quadrato» scompigliandone il fronte e ottenendo la resa degli indiani, che tuttavia continuarono a battersi isolatamente finché - con un po' di ritardo - arrivarono i bersaglieri per disarmarli e inquadrarli.
Alla fine furono circa 600 i prigionieri indiani, che era impossibile trattenere e dissetare. Dietro loro rimostranze fu deciso di avviarli disarmati e appiedati verso Bir Hacheim dove giunsero il 29 mattina. Né Koenig, nelle sue memorie, né altri autori francesi - salvo errore - identificano nella Divisione Ariete gli attaccanti della 3ª IMB, al contrario degli inglesi.

### L'«Ariete» dà l'assalto a Bir Hacheim
Il sopraggiungere dei bersaglieri e l'arrivo del X battaglione del maggiore Pinna, inducono il tenente colonnello Prestisimone a non indugiare oltre e proseguire - come previsto - in direzione nord verso Bir El-Harmat, dando l'ordine in conseguenza al suo IX battaglione e alla 1ª Compagnia del X che è con lui, e probabilmente convinto che il resto del 132º Reggimento Carri seguirà.
A velocità sostenuta le compagnie dei corazzati ai suoi ordini (seguiti da alcuni mezzi di bersaglieri) proseguono verso nord per circa 4 km, poi compiono una curva verso ovest dirigendosi (sono oramai le ore 8:00) sul caposaldo di Bir Hacheim.
Quando il primo carro salta su una mina della «palude di mine», gli 80 carri, dell'Ariete (di cui 16 della 1ª compagnia del X battaglione) aprono il fuoco e si lanciano all’assalto contro il lato est tenuto dal 2º battaglione della Legione Straniera.
Numerosi carri sono colpiti o saltano sulle mine, ma 10 carri riescono a passare il campo minato più denso e sono presi d'assalto dai legionari. Cinque carri penetrano nella ridotta della 5ª Compagnia della Legione Straniera (la più a est) il cui comandante, capitano Morel, minacciato da un carro a soli 15 m davanti, brucia gagliardetto e documenti del PC. Protetti da un'ultima lingua di mine, altri pezzi anticarro continuano il fuoco. I carri finiscono a questo punto per ripiegare, ma quelli penetrati sono immobilizzati o distrutti. L'Ariete conta alla fine quindici morti e una diecina di feriti e in tutto settantasei prigionieri. I carri distrutti sono 32, di cui un semovente (della 1ª compagnia del X battaglione tornerà un solo carro superstite) le cifre concordano con quelle riferite da Koenig. Nessuna perdita da parte francese.
L'episodio conferma il giudizio di Rommel, che - replicando alcuni giorni dopo a Kesselring, che reclama un attacco di forze corazzate contro Bir Hacheim – commenta che «ciò era impossibile, naturalmente, poiché nessun carro armato poteva essere impiegato in questi campi minati cosparsi di capisaldi».
Il carro su cui è Prestisimone (che per ben due volte è sceso dal carro colpito per montare su un altro pur di continuare l’assalto), è arrestato a oramai 80 metri da una postazione francese, probabilmente proprio il PC del capitano Morel, già citato. Ustionato abbastanza seriamente alle gambe viene fatto prigioniero, ricevendo le congratulazioni personali del generale Kœnig per il coraggio dimostrato nell'azione. Secondo la testimonianza di Roger Nordmann, ufficiale d'artiglieria – che fu tra i primi ad incontrarlo - Prestisimone fu estremamente sorpreso poiché non si attendeva proprio di trovarsi di fronte a dei francesi.
I mezzi superstiti del IX battaglione, richiamati dal comandante del 132º reggimento, maggiore Pinna, che aveva sostituito il comandante colonnello Maretti ferito a Rugbet el-Atasc, tornano quindi verso quota 171, dove stava terminando il rastrellamento da parte dei bersaglieri dei prigionieri della 3ª IMB.
A questo punto il 132º reggimento riprende la rotta per ricongiungersi verso sera con il resto della Divisione Ariete, nei pressi di Bir el Harmat a circa 25 km a nord di Bir Hacheim.

## La calma

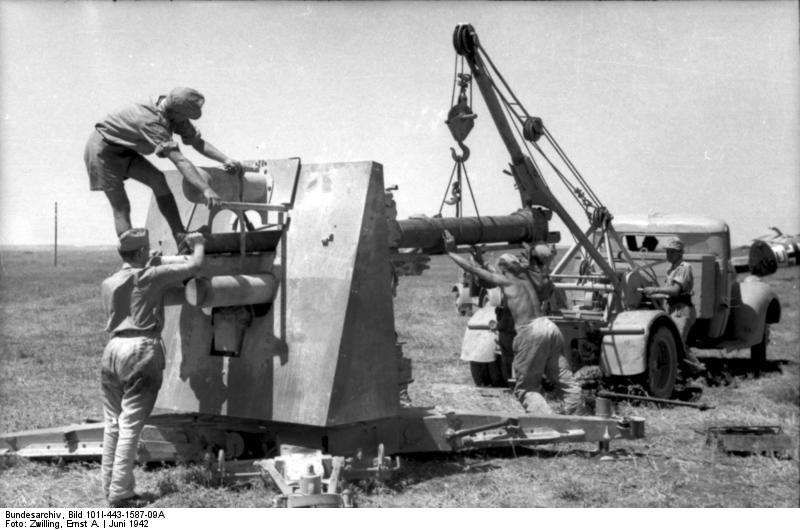
Serventi di un pezzo antiaereo tedesco incavalcano il pezzo sull'affusto il 19 giugno 1942 presso Bir Hacheim

Mentre l’Ariete dava l’assalto a Bir Hacheim, le altre forze dell’Afrikacorps ne completavano l'aggiramento e già a fine giornata impegnavano in combattimento le forze motocorazzate britanniche nella zona tra Bir el Harmat e El Adem a circa 30 km a nord. Le colonne mobili francesi potevano quindi liberamente avventurarsi all’esterno del caposaldo, oramai situato in retrovia.
Il 30 giugno ancora, una lunga colonna di camion era potuta arrivare senza problemi, con viveri ed acqua, e ripartire la sera con i prigionieri e i feriti, vi erano anche 91 italiani, tra cui i superstiti dell’Ariete, Ten. Col. Prestisimone compreso.Anche il giorno successivo - il 1º giugno - il generale De Larminat veniva in ispezione per congratularsi con Koenig e la guarnigione per l’efficace difesa del 27 maggio.
Lo stesso giorno il Comando britannico – convinto che Rommel fosse oramai in serie difficoltà a sud del Knightsbridge nella zona detta the Cauldron (Il Calderone) – si concedeva una pausa per riorganizzarsi e dava addirittura ordine a Koenig di inviare una consistente colonna verso Rotonda Signali. La colonna rientrò precipitosamente, quando - come si vedrà più avanti - oramai l’assedio della piazzaforte stava iniziando, senza aver incontrato significative resistenze, salvo attacchi aerei verso Rotonda Signali.
Potendo quindi manovrare all’esterno durante questo periodo di calma, le pattuglie motorizzate vengono lanciate in tutte le direzioni per molestare il nemico: i rifornimenti, i ritardatari, chi si perde, e prendere prigionieri. In particolare continuano ad operare i due raggruppamenti già menzionati (vedi più sopra il paragrafo "Schieramento alla vigilia della battaglia"): il gruppo del comandante Amiel in direzione ovest, mentre il raggruppamento del capitano Lamaze opera verso Nord per proteggere le «paludi» di mine che si estendono fino al caposaldo della 150ª brigata britannica a Got El Ualeb. Peraltro la colonna Lamaze - ogni volta che tenta di dirigersi verso l’estremità nord della «V» di mine - viene bloccata da tiri di artiglieria pesante, come lo stesso Koenig riconosce. Trattavasi certamente dei 105 mm dell’artiglieria della «Trieste» la quale - come già detto più sopra – aveva deviato e - trovatasi ad affrontare i campi minati - aveva iniziato ad aprirvi un corridoio, che restava tuttavia difficile da percorrere a causa della presenza della 150ª Brg a Got El Ualeb. Rommel risolve il problema investendo da est e neutralizzando il caposaldo della 150ª Brigata: i collegamenti con il XX Corpo, lungo i varchi già aperti non solo dalla « Trieste » ma anche dalla Divisione di fanteria « Pavia » da est (e a nord della 150ª Brigata). sono così assicurati.
Il generale Koenig è oramai al corrente che il nemico può passare agevolmente a nord dei campi di mine, la missione affidata ai francesi di disturbare i rifornimenti nelle retrovie del nemico e di presidiare gli sbarramenti di mine al nord, volge così oramai al termine.
Il 2 giugno la Trieste e la 90ª leggera si dirigevano verso sud per iniziare l'assedio del caposaldo francese.
Nel periodo fra il 27 maggio e il 1º giugno il presidio aveva perso solo due uomini, distruggendo 41 carri (compresi i 32 distrutti il 27 maggio), 7 autoblindo, 1 cannone su autocarro.

## La battaglia

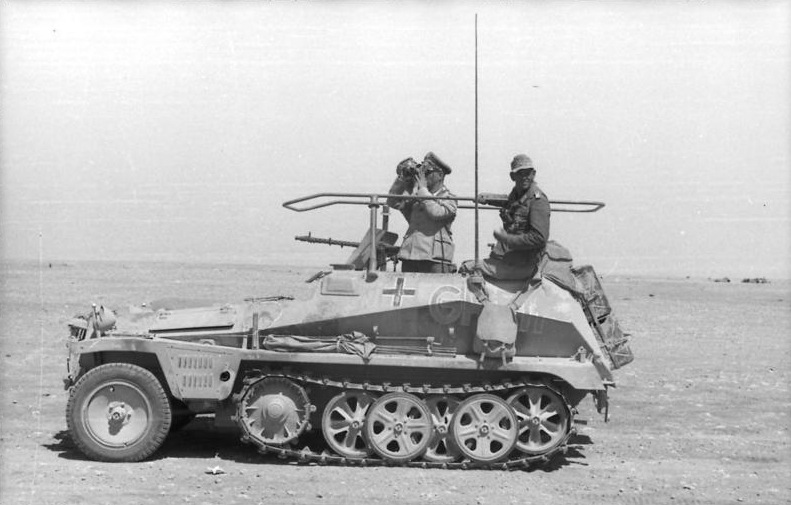
I generali Rommel e Bayerleyn in uno Befehlsfahrzeug, leichter Schützenpanzer (Sd.Kfz. 250/3 "Greif"), un veicolo comando semicingolato (la "ringhiera" intorno allo scafo è l'antenna radio) vicino a Bir Hakeim nel giugno 1942.

Il vero e proprio assedio incomincia il 2 giugno, quando Rommel - potendo oramai ricevere rifornimenti senza aggirare da sud Bir Hacheim e in mancanza di minaccia seria e immediata britannica - può dedicarsi ai « Free French ». Egli, dopo difficoltà iniziali alquanto serie nella zona detta del "Calderone"), ha infatti ottenuto un successo tattico, avendo inflitto serie perdite all’avversario.
Il 2 giugno alle le 9 h 45 due parlamentari italiani si presentano per chiedere, a nome del generale Rommel, la resa. Gli ufficiali Sairigné e Babonneau li portano da Koenig, che cortesemente rifiuta. I due se ne vanno non senza aver prima esclamato (rivolti ai francesi) «Grandi soldati!». Alle ore 11 i primi obici da 105 (italiani secondo Koenig), iniziano a cadere sulla posizione. Tuttavia la « 90ª leggera » e la « Trieste » ostacolate da una tempesta di sabbia e dai campi di mine, possono completare l’accerchiamento solo il 4 giugno, disturbati dalla 2ª Rifle Brigade, ciò che permetterà il passaggio di due camion carichi di un migliaio di proiettili di contraerea la notte stessa per rifornire i Bofors del caposaldo a corto di munizioni.

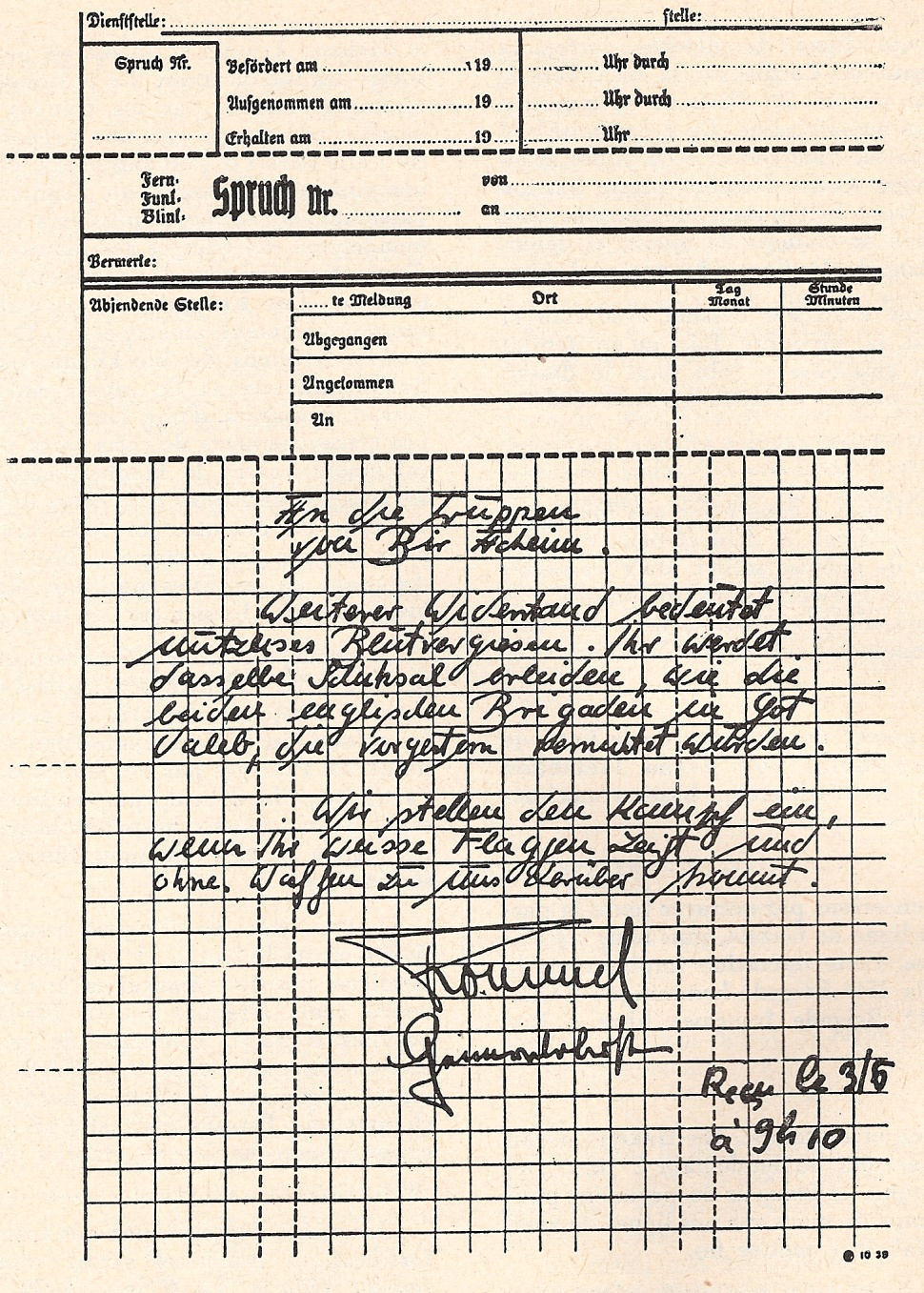
Messaggio del 6 giugno con cui Rommel invita Koenig alla resa

Nel frattempo un'ulteriore proposta di resa, scritta e firmata da Rommel stesso, è portata da due prigionieri inglesi, subendo un ulteriore rifiuto di Koenig, il quale emette invece un ordine ai suoi che li incita a battersi fino in fondo.
Peraltro la Luftwaffe, fin dal 6 giugno, interviene con bombardamenti continui sul caposaldo, contrastata dalla Raf, che finirà però per perdere 76 aerei mentre i tedeschi ne perdono 58..
Inoltre la 15ª panzer e l'Ariete devono fronteggiare un energico attacco britannico che impegna da est anche la 21ª panzer (che si trova a nord dell’Ariete) ragion per cui un deciso attacco terrestre di Bir Hacheim non è ancora attuabile, fino a che il gruppo da combattimento Wolz, comandato personalmente da Rommel, risolve la situazione attaccando i britannici alle spalle e distruggendo 50 carri nemici.
Un ultimo convoglio di 15 camion passa la notte del 6 giugno portando acqua e munizioni da 75 mm e per la contraerea, mentre il cerchio si chiude definitivamente attorno al caposaldo: a nord i gruppi di combattimento della 15ª panzer e l'artiglieria d'Armata, la « Trieste » a est; e la 90ª leggera a sud. Poi gli attacchi di fanteria accompagnati da fuoco di artiglieria e attacchi aerei, diventano quasi continui.
Così Rommel descrive gli assalti e la coraggiosa e ostinata resistenza dei Francesi:
Dopo tre giorni di ripetuti attacchi senza ottenere una soluzione – cosa che provoca vivaci critiche di Kesselring, irritato per le perdite notevoli che subisce frattanto la Luftwaffe – e un intervento della 90ª leggera che subisce pesanti perdite, il Gruppo d'assalto agli ordini del colonnello Baade s'impadronisce il 10 giugno dell'osservatorio di quota 186 che domina da nord il caposaldo, il Gruppo, protetto da due panzer, soverchia una sezione di fucilieri dell'Aspirante Morvan e prende prigionieri una ventina di legionari (solo 12 legionari secondo Koenig, che precisa trattarsi della sola breccia aperta all'interno di Bir Hacheim per l'insieme della battaglia). Una sezione di Nordafricani, presa dal panico, fugge verso l'interno del campo trincerato (scrive Messmer: « Passato lo stupore, infuriato per l'umiliazione, vuoto il caricatore della mia pistola sui fuggiaschi...ma ci vorrebbe ben altro per fermarli...»). Ma Koenig ordina di cannoneggiare la posizione senza riguardo per i suoi e sette Bren Carriers del tenente Dewey contrattaccano. Finalmente la breccia è chiusa e gli italo-tedeschi ripiegano.
Ma a questo punto Rommel considera che il caposaldo non può più resistere per molto tempo: già il giorno prima, anche sul lato sud, la prima linea d'artiglieria da 75 era stata neutralizzata dagli assalitori e, sempre con un contrattacco di Bren Carriers, un tentativo di irruzione tra i campi minati era stato bloccato, ma Bir Hacheim era oramai a corto di munizioni e di acqua.. Alle 15:30 del 9 giugno Koenig riceve un messaggio dal comandante della VII Armata che gli propone di evacuare il caposaldo che si trova oramai in una situazione drammatica:
 perdite incredibilmente limitate se si pensa ai massicci bombardamenti aerei dell'artiglieria pesante e gli attacchi di fanteria che, a partire dal 6 giugno, non avevano dato tregua ai difensori. Ma oramai l'epilogo era imminente.

## La sortita in armi
Il generale Koenig decide per una sortita in armi, anche se si rende conto che potrebbe portare al disastro:

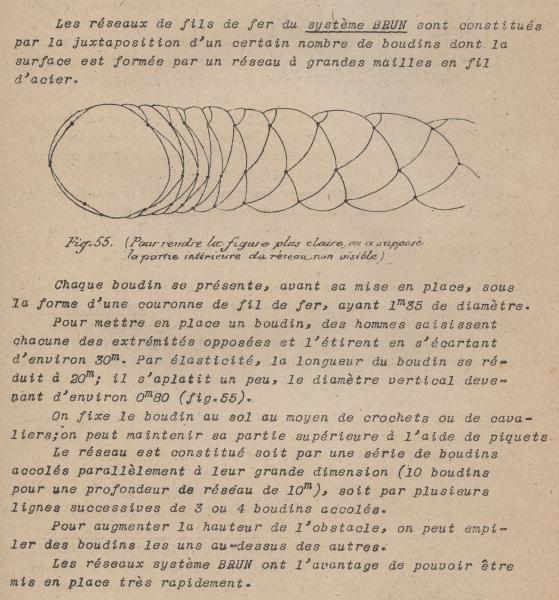
Reticolato del tipo utilizzato per i campi minati intorno a Bir Hackeim

La sortita in armi è fissata nella notte dal 10 all'11 giugno. Sarà utilizzato il varco di sud ovest, direzione che sembra meno presidiata e da cui hanno ricevuto meno attacchi. La 7ª Brigata motorizzata britannica li accoglierà a circa 7 km dalla posizione al punto di riferimento B 837, azimut 213, che sarà segnalato da tre luci rosse.
Resta da aprire il varco nei campi minati, se ne occupa il capitano Gravier del genio pionieri: risulterà di una larghezza di soli 60 m (contro i 200 m che sperava Koenig) e sarà impossibile spostare tutti i reticolati «a spirale» su cui alcuni Bren e ambulanze s'impiglieranno.
La partenza del convoglio subisce alcune ore di ritardo, sono circa 200 mezzi, armati (Bren Carriers) o di trasporto, incluse quattro ambulanze e camion che trasportano 130 feriti. Ma la sorpresa è mancata, i posti avanzati italo-tedeschi aprono un intenso fuoco di mitragliatrici (Breda 12,7 mm) traccianti e di mortai. I legionari del 2º e 3º battaglione della Legione Straniera - con in testa la 6ª Compagnia del capitano Wagner – affrontano per primi a piedi le postazioni nemiche, con armi leggere e bombe a mano, accompagnati dai Bren Carriers. Due Bren saltano sulle mine subito davanti all'auto di Koenig - la Ford Utility (C11 ADF), guidata dalla sua autista personale Susan Travers
. Il generale decide allora di passare in testa, incitando il resto del convoglio a seguire la sua auto.

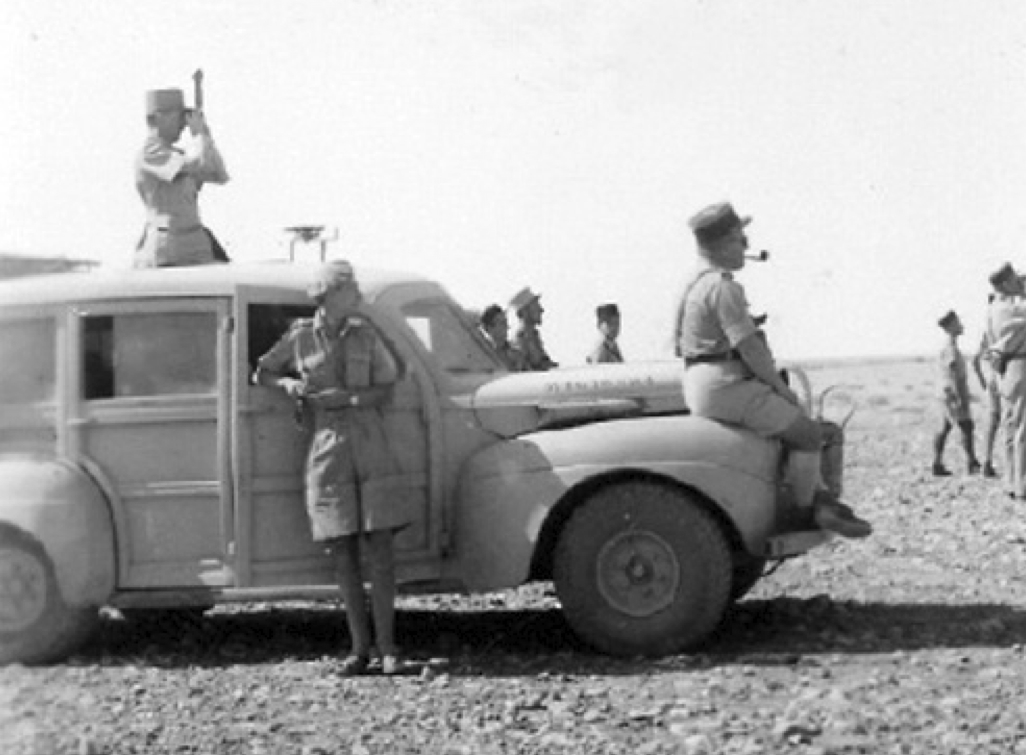
Il generale Koenig sulla sua Ford Utility con accanto l'autista Miss Travers, circa maggio 1942

Gli scontri sono cruenti, gli ufficiali della Legione Straniera Jacques Beaudenom de Lamaze, Charles Bricogne, Devé (detto Devey) tra gli altri, cadono nell'assalto.
Alle prime ore del mattino molti fuoriusciti riescono a raggiungere il punto di raccolta dove li attende la 550ª Royal Army Service Corps (RASC) con camion e ambulanze, e il 2nd King's Royal Rifle Corps (KRRC). Da lì si dirigeranno verso Bir El Gobi.
L’auto di Koenig e Amilakvari, con alla guida la Travers, perde il contatto con il resto del gruppo, attraversa gli sbarramenti e si lancia nel buio. Tornata la calma tentano di mantenere la rotta con bussola e con le stelle, all'alba sono a circa 90 km a sud-est del punto d’incontro, ma trovano i britannici in località Gasr el Abid..

Rommel commenterà:
All'alba dell'11 giugno, circa 400 uomini che non erano riusciti ad attraversare le linee nemiche, oltre a un certo numero di feriti, furono fatti prigionieri dalle forze dell'Asse.

## Le perdite
Il rapporto di Koenig stilato il 14 giugno presso il comando del XXX corpo indicava le perdite tra i francesi in 1200 fra uccisi, feriti, dispersi (di cui 200 feriti presenti in ospedali alleati), 53 cannoni persi, disabilitati o distrutti, 350 veicoli persi. Dall'altra parte, sempre secondo il rapporto di Koenig, le perdite erano state di 52 carri, 11 autoblindo, 5 cannoni su autocarro, 7 aerei abbattuti, "molti" veicoli, 10 ufficiali e 267 sottufficiali e soldati prigionieri. Le perdite in uomini (uccisi e dispersi) nell'assalto a Bir Hacheim fra gli italo tedeschi non sono indicate, essendo comprese in quelle della battaglia di el Gazala, ma dovrebbero essere comprese fra 2000 e 3000 uomini.
Le perdite di aerei sul campo di battaglia di el Gazala dal 27 maggio al 10 giugno furono di 58 aerei per le forze dell'asse e 77 aerei per la RAF, si può ritenere che più della metà sia stata persa nel cielo di Bir Hacheim. 
Nella Battaglia di Bir Hacheim la Regia Aeronautica perse 21 velivoli, otto in combattimenti aerei, benché disponesse di una forza d'urto maggiore della Luftwaffe, ma non poté successivamente ripianare le perdite con altrettanta rapidità.

## Valutazioni tattico strategiche

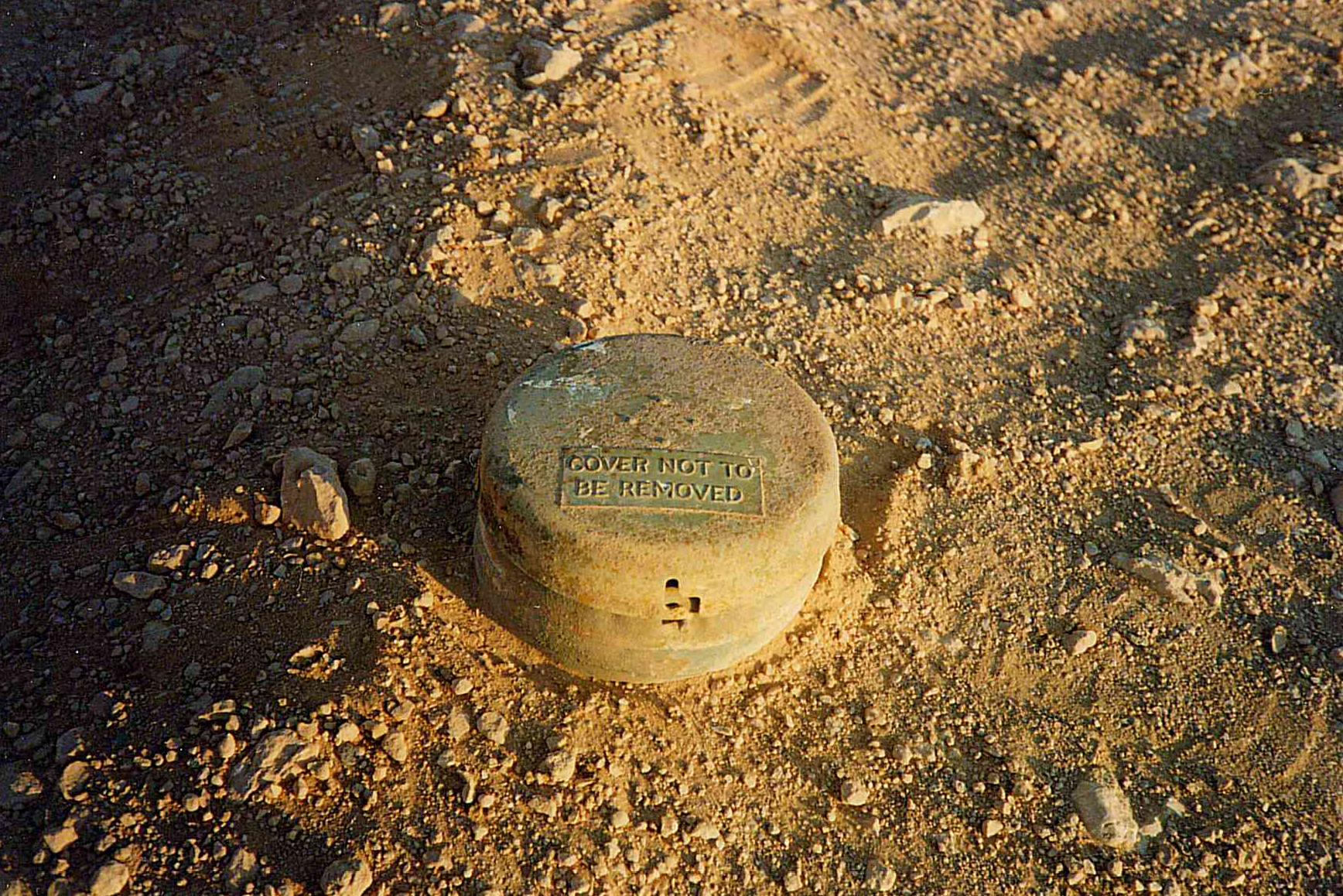
Una mina britannica ritrovata nell'area intorno al 1990

Il caposaldo di Bir Hacheim rappresentò, per tutta la prima fase della battaglia di el Gazala, un notevole ostacolo per le forze dell'Asse poiché, per garantirsi i rifornimenti, la Panzerarmee era costretta ad aggirarlo da Sud, con un notevole dispendio di tempo e risorse, elementi entrambi fondamentali nel corso di un'offensiva terrestre nel deserto. Tuttavia, dopo la distruzione della 150ª brigata inglese (avvenuta il 1º giugno), la sua importanza strategica era notevolmente diminuita, poiché in quel modo le truppe dell'Asse avevano stabilito una linea di rifornimento che passava dalla Rotonda Meitfel, a nord ovest di Bir Hacheim, quindi la presa del caposaldo non avrebbe modificato radicalmente la situazione dei rifornimenti. L'accanimento con cui Rommel tentò di occupare per tutta una settimana (dal 2 al 10 giugno) il caposaldo si può comunque spiegare col fatto che a Bir el Gobi si trovavano ancora reparti consistenti della 7ª divisione corazzata, che avrebbero potuto agire sulle retrovie italo tedesche (come dimostra il tentativo, comunque abortito, di operare ad ovest della linea iniziale del fronte del 7 giugno), quindi non era sensato lasciarsi dietro le spalle una forza organizzata e attestata in un punto favorevole.

## Considerazioni generali finali
Indubbiamente la valutazione iniziale delle capacità di resistenza del caposaldo furono sottovalutate da Rommel, anche per mancanza di informazioni adeguate, tuttavia nel corso della battaglia le forze dell'Asse furono costrette ad aumentare i reparti impegnati contro la singola brigata francese fino a circa due divisioni. I difensori comunque erano le truppe meglio addestrate dell'Esercito francese, che già un anno prima si erano battuti con grande efficacia contro le forze britanniche in Siria.
A Bir Hacheim per la prima volta dopo il 1940, truppe francesi e tedesche si ritrovarono di fronte sul campo di battaglia, permettendo così alla Francia di mostrare al mondo che non era stata la mancanza di spirito combattivo a determinare la capitolazione. Il valore - non solo simbolico - dell'ostinata resistenza francese può misurarsi dall'emozione con cui il generale De Gaulle commentava l'evento nelle sue memorie:
(Tradotto da: Charles De Gaulle - Mémoires de guerre – tome 1 – L'Appel: 1940 - 1942)